# Pripegala
Pripegala – bóg Słowian połabskich, wspomniany w liście biskupa magdeburskiego Adelgota z 1108 roku, wzywającym do walki z pogańskimi Wieletami. Wśród zawartych w dokumencie obrazów zbrodni i okrucieństw słowiańskich znalazł się opis kultu boga o imieniu Pripegala, zestawionego z greckim Priapem:

Gdy obchodzą swoje święta, powiadają ich czarownicy w trakcie uczty: „Głów pragnie nasz Pripegala! Trzeba mu dostarczyć takich ofiar!” Pripegala to, jak utrzymują, Priaps i bezwstydny Beelfegor. Potem, ściąwszy chrześcijanom głowy przed ołtarzami owej profanacji, biorą w ręce puchary pełne krwi ludzkiej i wyjąc straszliwym głosem wołają: „Święćmy dzień radości! Zwyciężony jest Chrystus! Zwyciężył niezwyciężony Pripegala!”

Panuje powszechna zgoda, że zapis teonimu Pripegala jest zniekształcony i wielu badaczy proponowało własny odczyt. Współcześnie zapis odczytuje się jako Przybygłów. Z analizy wynika, że słowiańska zbitka *Prib- w średniowiecznej łacinie niemieckiej jest oddawana przez Prib, por. Pribe, Pribizlav, lub przez Prip, por. Pripslaff ‘Przybysław’, Pripgnewe, Pripignewen ‘Przybygniew’. Słowiańska samogłoska ⟨y⟩ natomiast została zapisana przez literę e, jak często czyniono to w przypadku zapisywania nazw polskich. Ostatni element teonimu, -gala, odczytać należy jako człon -glow lub -glaw, który został zredukowany do -gla w wyniku adaptacji tego członu do fonetyki języka dolnoniemieckiego, a następnie rozszerzony o samogłoskę ⟨a⟩ w celu uniknięcia zbitki spółgłoskowej, która byłaby trudna do wymówienia dla obcokrajowców. Teonim więc składałby się z prasłowiańskich członów *priby- ‘przybywać’ i *golva ‘głowa’ i dosłownie oznaczał ‘niech przybędzie głów’, ‘niech będzie więcej głów’, ‘zdobywający głowy’, ‘ten, któremu przybywa głów’ itp. Michał Łuczyński prasł. formę rekonstruuje jako *Pribyglovъ.
Pierwotnie Aleksander Brückner także odczytał pierwszy człon jako Przyb-, a cały teonim rekonstruował jako Przybychwał. Ostatecznie jednak zrezygnował z takiego odczytu i uznał, że Pripegala jest zepsutym zapisem teonimu Trzygłów. Jednakże taka interpretacja jest niepoprawna, ponieważ nie ma dowodów, by słowiańskie ⟨p⟩ oddawano przez t w zapiskach niemieckich. Część badaczy próbowała odczytać zapis jako Przypiekało, Připekal, Prepiekal, Przypiekała, Pripekało itp. ‘przypiekające słońce’ od czasownika *pripěkati ‘przypiekać’.
Według Michała Łuczyńskiego Przybygłów był epitetem lub synonimem Swarożyca. Przemawiać ma za tym fakt, że w świątyni Swarożyca-Radogosta w Radogoszczy, będącą głównym sanktuarium Wieletów, przyjmowano ofiary z głów ludzkich, np. w 1066 r. w ten sposób złożono mu w ofierze biskupa meklemburskiego Jana. Dodatkowym argumentem może być to, że Swarożyc często interpretowany jest jako bóg słońca, a ścinanie lub ścięte głowy w Indiach i wśród Celtów były związane z kultem słońca.
Według serbskiego filologa Aleksandara Lomy jedynym poświadczeniem tego teonimu spoza terenów Połabia byłaby serbska wieś Privina Glava. Według legendy tamtejszy klasztor został założony w XII w. przez możnego o imieniu Prib lub Priw, jednakże najstarsza wzmianka o tej miejscowości, pochodząca z tureckiego spisu w 1566/1567 r., odnotowuje nazwę Pribiglava. Współczesna nazwa Privina Glava jest więc prawdopodobnie zniekształcona, podzielona na dwie części (por. XVI- XVIII-wieczne zapiski z nazwą miejscową Gologlava i współczesną nazwę Gola Glava). Możliwe więc, że tamtejszy klasztor powstał na miejscu wcześniejszego pogańskiego miejsca kultu.